# Keilerkopf
Keilerkopf war eine baden-württembergische Crossover-Band aus Ulm, die irgendwann im Zeitraum von 1995 bis 1997 gegründet wurde und sich ca. 2001 auflöste.

## Geschichte
Der Graphikstudent Jochen Speidel und der angehende Arzt Mark Toth kannten sich seit dem Jahr 1991 und spielten zunächst in der Band Frank’s Chop House, die anfangs nur Coverversionen im Repertoire hatte, ehe eigene Songs geschrieben wurden. Als weiterer Musiker stieß 1994 der freiberufliche Musiklehrer Achim Lindermeir hinzu, während die Gruppe ihren Stil änderte. Die ersten zwölf Lieder im neuen Stil erschienen daraufhin 1995 als CD über ZYX Music unter dem Namen Frank’s Chop House - Public Meat Inspectors. Da die Veröffentlichung keinen Erfolg hatte, verließen der damalige Schlagzeuger sowie der Bassist die Besetzung. Zu dieser Zeit wurden die ersten Keilerkopf-Songs wie Jederzeit und Niemand geschrieben. Speidel, der das Keyboard spielte und Samples beisteuerte, der Sänger Toth und der Gitarrist Lindemeir lösten daraufhin Frank’s Chop House auf und gründeten Keilerkopf.
Von Januar bis März 1997 wurde ein erstes Demo, das fünf Lieder enthält, aufgenommen und an verschiedene Plattenfirmen gesandt. Daraufhin erreichte die Gruppe im Mai einen Plattenvertrag bei Universal Music Group. Nach mehreren Probeaufnahmen mit verschiedenen Produzenten, wurde vom November 1997 bis Februar 1998 das selbstbetitelte Debütalbum in Wien aufgenommen. Als Produzenten-Team war das Wiener Duo Beat4Feet tätig. Zudem kamen zusätzliche Remixe von Thomas Rabitsch hinzu. Das Material wurde von Sterling Sound in New York City gemastert. Im Mai begannen die ersten Proben zum Abhalten von Auftritten. Außerdem wurden Frank Hammer am Schlagzeug und Florian Galow am Kontrabass als Live-Musiker hinzugefügt. Im August 1998 erschien unter dem Namen Niemand die erste Single, zu der auch ein Musikvideo erstellt wurde. Auch wurden die ersten Auftritte bei der Popkomm auf dem Dach des Karstadt-Gebäudes im Rahmen der WOM (World of Music) Dachkonzerte gegeben. Außerdem war die Gruppe in verschiedenen Formaten von MTV, VIVA und VIVA Zwei zu sehen. Am 5. Oktober wurde das Debütalbum veröffentlicht. Von Oktober 1998 bis Januar 1999 ging die Gruppe mit Molotov und anschließend mit H-Blockx auf Tour durch Deutschland, Österreich und die Schweiz, ehe Ende Januar die zweite Single namens Jederzeit folgte. Auch fanden Auftritte zusammen mit Cypress Hill, Sepultura und Blackeyed Blonde statt. Das Video zur Single Niemand wurde 1999 bei den Clip Awards nominiert. Bereits Ende 1998 war die Hälfte der Lieder für ein zweites Album geschrieben. Da die Band jedoch mit dem Produzenten unzufrieden war, machte sie sich auf die Suche nach einem neuen, der in Person des Berliner Moses Schneider gefunden wurde. Im April 2001 erschien daraufhin das zweite Album Dreimannmensch. Als Singles wurden Traumschloss und Nix zu verlieren ausgekoppelt.

## Stil
laut.de befand, dass es sich bei den Bandmitgliedern um „Mittelstands-Burschen wie die Fantas [handelt], die aber trotz Hip-Hop-Boom von Gitarre und Metal nicht lassen können“, sodass eine Art Crossover herauskomme, wobei die Texte auf Deutsch seien. Bei dem Bandnamen stehe das Wort „Keiler“ für Aggressivität und der „Kopf“ für all das, was Mark Toth durch den Kopf gehe. Ihre Einflüsse beziehe die Gruppe aus dem Hip-Hop, Hardcore Punk, Bands wie Rage Against the Machine und Beastie Boys sowie jeder Musik, die etwas mit Gitarren zu tun habe. Am Anfang jedes Songs stehe der Sequenzer und nicht die Jam-Session im Proberaum. Für den Klang sei der Hip-Hop der Hauptpfeiler. Das zweite Album Dreimannmensch greife erneut textlich meist persönliche Erfahrungen des Sängers Toth auf. Laut Christian Graf in seinem Nu Metal und Crossover Lexikon kreuzt die Band Rock, Rap und Metal und verwende dabei deutsche Texte, sodass man sie zwischen Rage Against the Machine und den Beastie Boys einordnen könne.
Marcus Schleutermann vom Rock Hard schrieb in seiner Rezension zu Keilerkopf, dass man die Band zwischen Die Fantastischen Vier und dem Rödelheim Hartreim Projekt einordnen kann, wobei viele Songs mit Metal-Gitarren unterlegt seien. Dadurch könne man die Gruppe insgesamt eher dem Crossover zuordnen. Claudia Nitsche vom Metal Hammer befand, dass die Band dabei helfe, den totgeglaubten Crossover wiederzubeleben, wobei man „Samples, ein Gitarrchen und einen Texter, bei dem jeder über 35 den Kopf schütteln mag“ einsetze. Im Interview mit ihr gab Mark Toth an, dass auf dem Debütalbum nur zwei bis drei spaßige und ironische Songs seien und der Rest in einem anderen Stil sei, da die Gruppe versuche, Abwechslung zu bieten. Die Arbeit an den Liedern sehe so aus, dass die Mitglieder auf Sampler arbeitet, als jedes Mitglied alleine ihren Teil ausarbeitet, ehe man diese dann zusammentrage. In derselben Ausgabe rezensierte Matthias Weckmann außerdem das selbstbetitelte Debütalbum. Neben dem Crossover ordnete er Keilerkopf auch dem Rap Metal zu. Auch gebe es ein paar Songs, die reiner Hip-Hop im Stil von Die Fantastischen Vier seien. Dani Schneider von Powermetal.de rezensierte Dreimannmensch und stellte fest, dass die Gruppe näher am Hip-Hop als am Metal oder Ähnlichem sei. Die E-Gitarre komme kaum zur Geltung und das Schlagzeug sei nicht vorhanden und werde durch Samples oder einen Drumcomputer ersetzt. Die Musik sei für Metal-Fans nicht geeignet und auch für Nu-Metal-Fans nur bedingt zu empfehlen, da der Hip-Hop-Anteil sehr hoch war.

## Diskografie
- 1997: Demo (Demo, Eigenveröffentlichung)
- 1998: Keilerkopf (Album, Universal Music Group)
- 1998: Die Tüte (Single, Universal Music Group)
- 1998: Ja Ja (Leck' mich am Arsch) (Single, Universal Music Group)
- 1998: Niemand (Single, Universal Music Group)
- 1998: Godzilla (Single, Universal Music Group)
- 1998: Keilerkopf (Single, Universal Music Group)
- 1998: Jederzeit (Single, Universal Music Group)
- 2000: Keilerkopf 1 (Single, Motor Music)
- 2000: Traumschloss (Single, Motor Music)
- 2001: Dreimannmensch (Album, Motor Music)
- 2001: Nix zu verlieren (Single, Motor Music)